# Colonização austríaca das ilhas Nicobar

Um mapa moderno das ilhas Nicobar.

A colonização austríaca das Ilhas Nicobar ( em alemão:  Nikobaren   , renomeado para Ilhas Theresia [ Theresia-Inseln ]) envolveu uma série de três tentativas separadas da Monarquia dos Habsburgos, e mais tarde do Império Austríaco, de colonizar e colonizar as Ilhas Nicobar. Apenas o primeiro deles, lançado em 1778, teve sucesso. A segunda tentativa foi cancelada, e a terceira, em 1886, foi abandonada devido à colonização anterior pelos britânicos em 1868. As ilhas Nicobar já haviam sido colonizadas pelos dinamarqueses em 1756 ; os dinamarqueses abandonaram as ilhas após vários surtos de malária, mas continuaram a reivindicar formalmente as ilhas até 1848.

## Colonização anterior pelos dinamarqueses
As ilhas Nicobar foram oficialmente colonizadas pelos dinamarqueses em 1º de janeiro de 1756. A Dinamarca possuía um importante porto na Índia, Tranquebar, e decidiu colonizar as ilhas, alegando falta de resistência nativa, facilidade de acesso e proximidade com Tranquebar. Em dezembro de 1756, os dinamarqueses deram às ilhas o nome de ilhas Frederick's  (em em dinamarquês:  Frederiksøerne), após o então rei da Dinamarca, Frederico V.
Poucos meses depois da colonização, a ilha de Nancowry foi colonizada e a colônia contraiu malária pela primeira vez. A doença tropical transmitida por mosquitos se espalhou de ilha para ilha até que finalmente atingiu os colonos dinamarqueses com tanta força que os colonos restantes, incluindo o chefe da colônia, navegaram de volta para Tranquebar em março de 1760. Outra expedição foi feita em 1768, mas em menos de 9 anos aquela colônia também havia desaparecido.

## Antecedentes da colonização austríaca
As origens da colonização austríaca das ilhas Nicobar remontam aos apelos feitos por William Bolts tanto à imperatriz Maria Theresa quanto ao imperador José II. Bolts havia atuado anteriormente na Companhia Britânica das Índias Orientais, mas foi condenado por comércio de ópio e demitido. Em 1774, ele viajou para Viena para convencer os austríacos sem experiência colonial da viabilidade do comércio entre Trieste e o Extremo Oriente. Bolts foi bem recebido pela corte austríaca e recebeu um alvará de dez anos, permitindo-lhe comercializar através dos portos austríacos do Adriático para a Pérsia, Índia, China e África.
Bolts, que então estava na corte do Nawab de Mysore, ordenou que Joseph und Theresia navegasse para os Nicobares. Em junho de 1778, o navio atracou na ilha de Nancowry e, em 12 de julho, os nativos nicobarenses assinaram um documento que cedeu todas as vinte e quatro ilhas à Áustria. A bandeira austríaca foi então hasteada em uma colina próxima, e 6 homens, com escravos, gado e armas, foram deixados para trás para iniciar a nova colônia austríaca.
Em 1781, os colonos reclamaram da falta de água potável e comida, mas Viena não deu atenção e deixou seu posto avançado entregue ao seu destino. Os colonos conseguiram sucesso até Gottfried Stahl, seu líder, morrer em 1783; os colonos restantes decidiram abandonar as ilhas em 1785. Além da morte de Stahl, os dinamarqueses decidiram enviar um navio de guerra de Tranquebar na tentativa de remover à força os austríacos de Nancowry.

## Expedição Novarade 1858

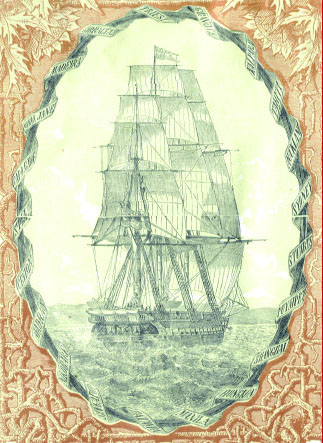
SMS Novara

Motivado pelo desejo de explorar, o arquiduque Ferdinand Maximilian da Áustria em 1857 enviou a fragata SMS Novara em uma viagem de circunavegação científica ao redor do globo. A bordo estava uma equipe de pesquisadores da Academia Austríaca de Ciências, que também recebeu a tarefa adicional de procurar possíveis locais para uma colônia penal.
Em fevereiro de 1858, Novara chegou à ilha de Car Nicobar, a ilha mais ao norte da cadeia. A equipe austríaca navegou ao redor das ilhas de Nancowry e Kamorta, mas não tentou ocupá-las. O líder do grupo, o etnólogo Karl von Scherzer, incentivou a equipe a explorar a ilha em busca de artefatos. Os pesquisadores adquiriram mais de 400 artefatos nativos de Nancowry e Kamorta, após os quais Von Scherzer começou a promover a ideia de recolonização; o governo austríaco decidiu contra isso.
Se a ideia de von Scherzer tivesse sido aceita pelo governo austríaco, a colonização provavelmente não teria sido contestada. Os dinamarqueses removeram todos os assentamentos das ilhas Nicobar e renunciaram à soberania sobre eles em 1848, e a colonização britânica estava 10 anos no futuro.

## ExpediçãoAurora
Em 1886, a corveta austríaca SMS Aurora ancorou no porto de Nancowry antes de continuar sua viagem ao Extremo Oriente. Os austríacos perceberam então que os britânicos já haviam colonizado as ilhas. Em 1868, os britânicos compraram oficialmente os direitos de todas as vinte e quatro ilhas Nicobar do governo dinamarquês. Não havia mais planos para a recolonização austríaca.